# Кирхберг (Горњи Бајерн)
Кирхберг (њем. Kirchberg) град је у њемачкој савезној држави Баварска. Једно је од 26 општинских средишта округа Ердинг. Према процјени из 2010. у граду је живјело 906 становника. Посједује регионалну шифру (AGS) 9177124.

## Географски и демографски подаци
Кирхберг се налази у савезној држави Баварска у округу Ердинг. Град се налази на надморској висини од 480–525 метара. Површина општине износи 17,1 km². У самом граду је, према процјени из 2010. године, живјело 906 становника. Просјечна густина становништва износи 53 становника/km².